# Dreros

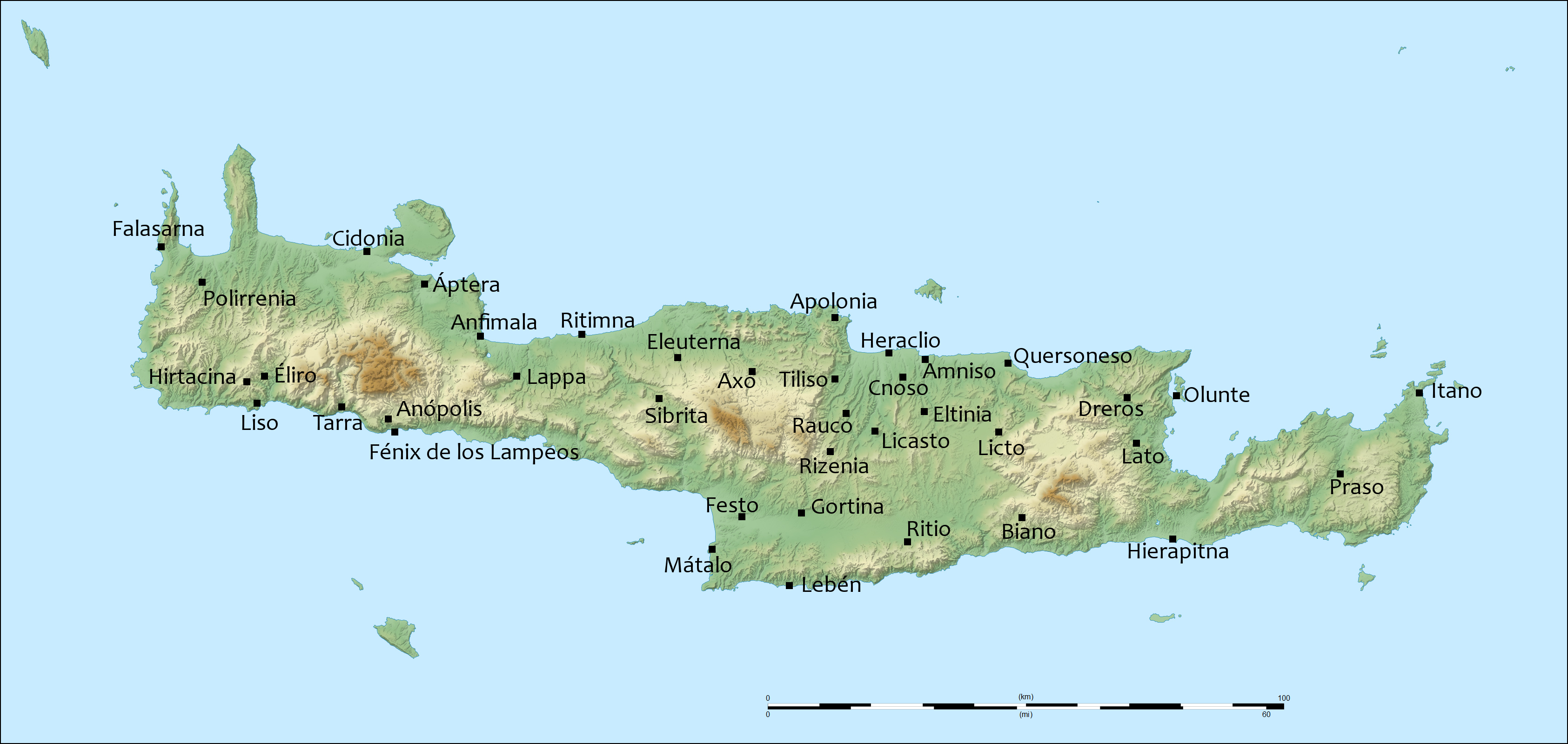
Mapa de Creta con la ubicación de algunas de las principales ciudades en los periodos clásico y helenístico donde figura Dreros, en la zona septentrional de la isla, entre Quersoneso y Olunte.

Dreros fue una ciudad del noreste de la isla griega de Creta, y que existió desde el periodo geométrico (siglos IX y VIII a. C.) hasta la época bizantina. Actualmente es un sitio arqueológico en la prefectura de Lasithi, ubicado al este de Malia, al noreste de Neápolis y al noroeste de Ágios Nikolaos, la capital de la prefectura. El asentamiento se extiende sobre dos pequeños picos –este y oeste– de la colina de San Antonio (una extensión sur del monte Kadiston), y la depresión entre ambos.
En Dreros se excavó uno de los templos griegos más tempranos que se conocen, del siglo VIII a. C, consagrado a Apolo Delfinio. En sus restos se hallaron tres estatuillas de culto de Apolo, Artemisa y Leto (ca. fines del siglo VIII a. C. o ca. 650 a. C.), y realizadas en madera recubierta con láminas de bronce usando la técnica del sphyrelaton. En una cisterna helenística adyacente al templo fue hallada una inscripción del siglo VII a. C., que representa el ejemplo más antiguo de legislación griega que se ha encontrado.

## Historia
Es muy poco lo que se conoce sobre la historia de Dreros. En el sitio existió previamente un asentamiento subminoico, al que pertenecía una necrópolis ubicada en el lado norte de la colina. La ciudad de Dreros fue fundada por colonos dorios en el período geométrico (siglos IX y VIII a. C.), y vivió su época de mayor prosperidad en los siglos VIII al VI a. C. Ya en el período helenístico, durante los siglos III y II a. C. la ciudad mantuvo estrechas relaciones con Cnosos, primero como su aliada en la lucha contra Licto y luego pasando a depender de ella. Dreros perdió importancia en el siglo II a. C., aunque continuó existiendo hasta la época bizantina.
En 1917 Stephanos Xanthoudides llevó a cabo las primeras excavaciones arqueológicas en el sitio. La Escuela Francesa de Atenas comenzó a excavar en Dreros en 1932, con Pierre Demargne a cargo de los trabajos; los mismos serían retomados en 1936. En 1935 el templo de Apolo fue excavado por el arqueólogo griego Spyridon Marinatos, quien encontró las estatuillas de culto de Apolo, Artemisa y Leto.

## Descripción del sitio

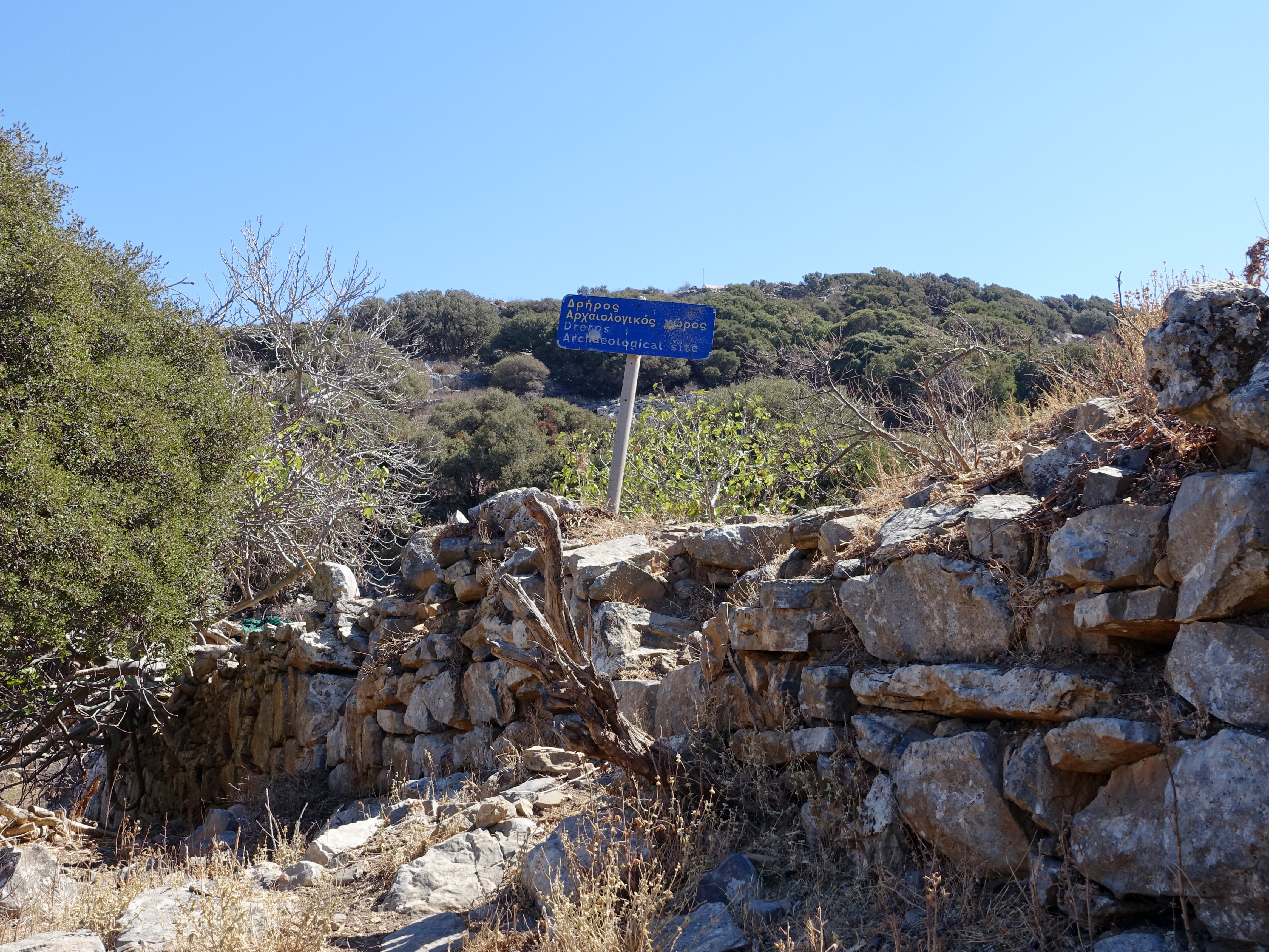
Restos de muros del sitio arqueológico de Dreros.

El centro de Dreros y su ágora arcaica se encuentran en la zona llana, en la depresión entre los dos pequeños picos (al este y al oeste) de la colina de San Antonio, sobre los cuales están ubicadas sendas acrópolis. Se han hallado rastros de las murallas de la ciudad.

### Templo de Apolo Delfinio
En la esquina suroeste del ágora, ya en la ladera de la colina, se encuentran los restos del templo de Apolo Delfinio. Construido en el siglo VIII a. C. (hacia el 750 a. C.), es uno de los templos griegos más tempranos que se conocen. El edificio consistía en una naos (espacio interior que alberga la estatua de culto) con una eschara rectangular en el centro (un hogar ritual o altar bajo, a ras del suelo), poseyendo además dos columnas. Esta disposición indica que los sacrificios se llevaban a cabo en el interior del templo, característica que se repite en otros templos cretenses de arquitectura similar, como los hallados en Priniàs y Gortina. Un plano y reconstrucciones del templo de Dreros aparecen publicados en el libro Geometric Greece (1977) de John Nicolas Coldstream.
En 1935 el templo de Apolo fue excavado por el arqueólogo griego Spyridon Marinatos, quien halló la caja en que se guardaban los cuernos de los animales sacrificados, así como las estatuillas de culto de la tríada apolínea: Apolo, Artemisa y Leto.

### Estatuillas de Apolo, Artemisa y Leto

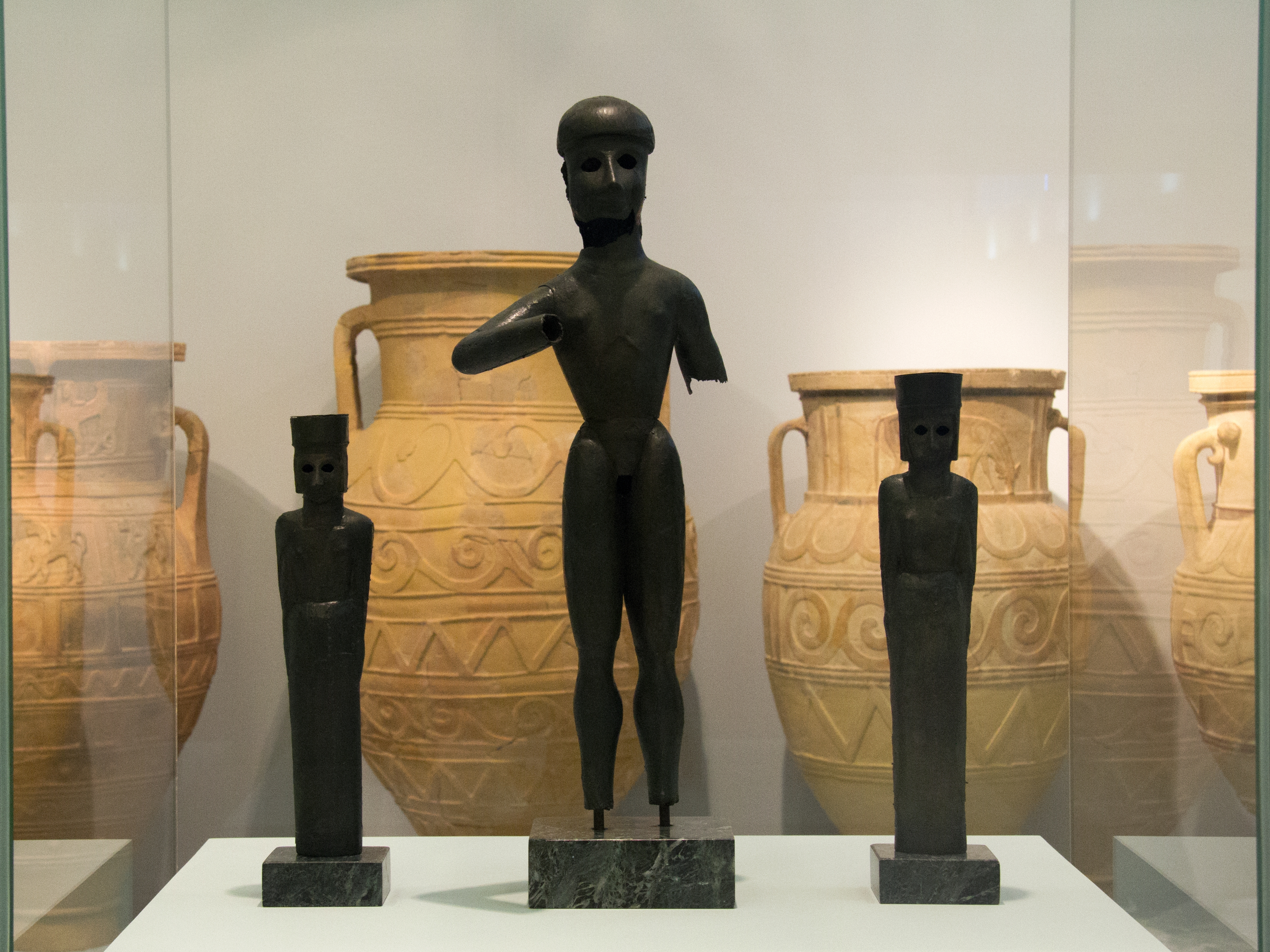
Las estatuillas de la tríada apolínea halladas en Dreros. Museo Arqueológico de Heraclión.

Las estatuillas de culto de la tríada apolínea (Apolo, Artemisa y Leto) fueron halladas en las excavaciones del templo de Apolo llevadas a cabo en 1935 por el arqueólogo griego Spyridon Marinatos. Fueron realizadas en el estilo orientalizante temprano de finales del siglo VIII a. C. (o bien hacia el 650 a. C.), usando la técnica del sphyrelaton: martillando láminas de bronce sobre un núcleo de madera que les daba forma. La figura de Apolo tiene 80 cm, y posee unos pectorales muy marcados. Las de Artemisa y Leto, de 40 cm (o bien 40 y 45 cm), poseen cuerpos y vestidos de estilo geométrico que anticipan ya el estilo dedálico. Actualmente se encuentran expuestas en el Museo Arqueológico de Heraclión. Fotos de la estatuilla de Apolo aparecen publicadas en el libro Greek sculpture (1991) de John Boardman.

### Inscripción arcaica: ley de Dreros
Al este del templo de Apolo hay una cisterna helenística de los siglos III y II a. C. En su interior se hallaron bloques con una inscripción arcaica del siglo VII a. C. (hacia el 650 a. C.), que pudo originalmente estar adosada a los muros del templo. Esta inscripción representa el ejemplo más antiguo de legislación griega que se ha encontrado. El texto conservado limitaba la duración en el cargo de la principal magistratura civil de la ciudad.